# A Rich Man's Darling
A Rich Man's Darling er en amerikansk stumfilm fra 1918 af Edgar Jones.

## Medvirkende
- Louise Lovely - Julie Le Fabrier
- Edna Maison - Madame Ricardo
- Philo McCullough - Lee Brooks
- Harry Mann - Enrico Ricardo
- Harry Holden - Mason Brooks